# 沃爾克山
64°49′S 62°1′W / 64.817°S 62.017°W
沃爾克山是南極洲的山峰，位於葛拉漢地的北部，該山峰由冰雪封蓋，在1955年由英國的探險隊測量，現時由南極條約體系管理。